# Кунклиуты
Кунклиуты, кункулаюты (монг. хунклиут, кункулаут) — одно из племён средневековых коренных монголов. Представляют собой ответвление дарлекинов.

## Этноним
Согласно Рашид ад-Дину, название племени происходит от имени предка Кунклиута. В переводе Л. А. Хетагурова этноним отражён в формах кункулают и кунклиут. И. Н. Березин считал, что правильным чтением является форма хунглиют. В монгольском переводе Ц. Сүрэнхорлоо этноним отражён в формах кункулаут и хунклиут, в английском переводе У. М. Такстона — в форме qongli'ut. Также встречается форма хонхлуут, хонхлут.

## История

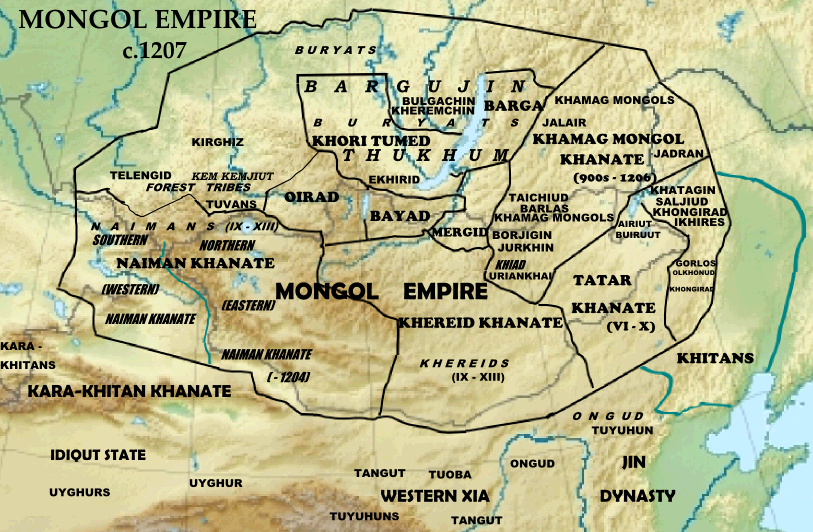
Монгольская империя в 1207 г.

Кунклиуты — потомки древних монгольских родов, вышедших из легендарной местности Эргунэ-кун. Согласно «Сборнику летописей», кунклиуты родственны таким племенам, как каранут, кунгират, икирас и олкунут. Племена куралас и элджигин, по Рашид ад-Дину, являются ответвлениями кунклиутов.
По преданию, вышеперечисленные племена являются потомками сыновей Золотого сосуда (монг. Алтан сав). Согласно Рашид ад-Дину: «тот человек, от которого произошли на свет те сыновья, был от природы умный, совершенный [по качествам], отличающийся весьма хорошими манерами и образованием. Его уподобили золотому сосуду прежде всего потому, что это выражение употребляется у монголов, ибо они имеют обычай, видя государя, говорить: «мы видели золотое лицо государя!», имеют же в виду [его] золотое сердце».
«Первый сын — Джурлук-мэргэн. Он — предок тех племен, которые в настоящее время относятся к кунгиратам.
Второй сын — Кубай-Ширэ. У него было два сына: Икирас и Олкунут.
Третий сын — Тусубу-Дауд. Он имел двух сыновей: Каранута и Кунклиута».
Сыном Кунклиута назван Мисар-Улук. «Значение [слова] «улук»: человек, который ничего не боится». «Этот Мисар-Улук взял [за себя] жену отца, которая принесла от него сына по имени Куралас, из рода которого происходят все племена куралас». «Он взял [еще] хитайку, и она принесла от него сына, по имени Элджигин. Все [элджигины] — от его кости».

### Кураласы
Несмотря на общее происхождение, по Рашид ад-Дину, кураласы всегда враждовали и воевали с кунгиратами и инкирасами. Известно, что часть инкирасов под предводительством Бутук-хана (Тутук-хана, Tügä Maka) после поражения от кураласов присоединилась к Чингисхану. «Из этих кураласов было три тысячи у Утуджи-нойона. Дурату-гургэн — из этого племени».
Джарука, предводитель племени куралас, был в союзе с Чингисханом в войне с племенем тайджиут. При этом часть инкирасов и кураласов присоединилась к Джамухе, будущему противнику Чингисхана. Согласно сведениям из «Сборника летописей», после того как племена инкирас, куралас, татар, катакин и салджиут, объединившись, избрали Джамуху гур-ханом, нойон из племени куралас, Мергитай (Меркитай), тайно послал к Чингисхану Куридая с предупреждением о затевавшейся против него войне.

### Элджигины
Элджигин — сын Мисар-Улука и хитайки Даукай-Ябудак. «Все племена элджигин суть из рода того сына». Согласно «Сборнику летописей», «во все эпохи из [этого] племени были известные и прославленные эмиры и старшие жены [ханов]».
Среди прославленных элджигинов, служивших в Ильханате Хулагу, Рашид ад-Дин упоминает Гараки-нойона и его детей: Джан-Тимура, эмира Али, Тесу и Абаджуза. Дети эмира Тесу: Турукаджар-бахадур, Сартак и Харбандэ. Дочь эмира Тесу Булаган-хатун, которая была известна как Булуган-и Хорасан, была женой государя. «Эмир Тесу прежде прибыл от каана служителем [нукером] у Аргун-ака, дабы тот ведал тою страною, которая принадлежит лично каану».
Сыновья Тесу: Харбандэ и Хербатай. У. М. Такстон сыном Тесу также называет Musalman Shüsünchi (в переводе Л. А. Хетагурова — Мусульманин Сусанджи).
Кроме них Рашид ад-Дин упоминает двух братьев Турукаджар-бахадура и Сартак-бахадура. Согласно указу Чингисхана, они были отданы в служение Толую в составе тысячи Джида-нойона (Чжедая). Турукаджар-бахадур и Сартак-бахадур после стали побратимами и сватами [анда-куда] с племенем мангут.
По приказу Чингисхана, они отправились и подчинили племя баргут, главу которого называли Кадан-Айин. «В то время они поклялись [в верности], вступили [в союз] и заключили договор, [говоря]: "Мы будем, как один род [уруг], и братьями друг другу ..."». Из рода Кадана Рашид ад-Дином упоминаются Буралги-Кукелташ, Барба и Барбан.